# Saint-Cosme
Saint-Cosme – miejscowość i gmina we Francji, w regionie Grand Est, w departamencie Górny Ren.
Według danych na rok 1990 gminę zamieszkiwało 45 osób, a gęstość zaludnienia wynosiła 17 osób/km² (wśród 903 gmin Alzacji Saint-Cosme plasuje się na 713. miejscu pod względem liczby ludności, natomiast pod względem powierzchni na miejscu 635.).